# رميثة بن محمد بن عجلان بن رميثة بن أبي نمي الحسني
رميثة بن محمد بن عجلان بن رميثة بن أبي نمي الحسني كان شريفًا (أميرًا) لمكة ونائب السلطان في الحجاز عام 1416.
وسلّم مكة للحسن بن عجلان في ليلة السادس والعشرين من شوال سنة 819 هـ (16 كانون الأول 1416 م).